# ینگیجه (قبله)
ینگیجه (به لاتین: Yengicə) یک منطقه مسکونی در جمهوری آذربایجان است که در شهرستان قبله واقع شده است. ینگیجه ۴۵۸ نفر جمعیت دارد.